# Collin Walcott
Collin Walcott (New York, 24 februari 1945  - Maagdenburg, 8 november 1984) was een Amerikaanse jazz-muzikant die vele instrumenten bespeelde, maar vooral bekend werd als bespeler van de sitar. Hij was een van de eersten die in de jazz sitar speelde.
Hij speelde twee jaar viool, timpanes en kleine trom toen hij op school zat. Hij studeerde muziek (percussie) en etnomusicologie aan de Universiteit van Indiana in Bloomington, Indiana en aan de Universiteit van Californië in Los Angeles. Hij kreeg sitar-les van Ravi Shankar en leerde tabla bij Alla Rakha.
Walcott speelde kort met Tony Scott en Tim Hardin en sloot zich in 1970 aan bij Paul Winter Consort. Met drie musici uit die groep, waaronder Ralph Towner, vormde hij in 1971 de folk-jazz-groep Oregon. In 1972 speelde hij op plaatopnames van Miles Davis. Met Don Cherry en Naná Vasconcelos formeerde hij in New York het trio Codona, dat tot 1984 speelde en drie platen voor ECM maakte.
Walcott kwam om het leven bij een auto-ongeluk tijdens een tournee in Duitsland met Oregon.

## Discografie
- Cloud dance (met John Abercrombie, Dave Holland, Jack Dejohnette), ECM, 1976
- Grazing dreams (met Abercrombie en Don Cherry), ECM, 1977
- Dawn dance, (van Steve Eliovson), ECM, 1981
- Works (muziek uit periode 1975-1984), ECM, 1991

- Bibliothèque nationale de France: cb13900955w (data)
- CiNii: DA15774738
- Gemeinsame Normdatei: 134549546
- International Standard Name Identifier: 0000 0000 5513 5595
- Library of Congress Control Number: n82020014
- MusicBrainz: c01e7631-d025-4dca-8c06-070ca3ad3c84
- Nationale Bibliotheek van Tsjechië: ola2002159394
- Nationale Bibliotheek van Israël: 987007317740405171
- Nederlandse Thesaurus van Auteursnamen: 071027475
- Système universitaire de documentation: 169023605
- Virtual International Authority File: 80145857809123020492
- WorldCat: E39PBJgd683YxF6C7BRT7YHt8C